# Ancylolomia minutella
Ancylolomia minutella là một loài bướm đêm trong họ Crambidae.